# گل‌سپاس زرد بزرگ
گل‌سپاس زرد بزرگ (نام علمی: Gentiana lutea) نام یک گونه از سرده گل‌سپاسی است.